# دي فايك
دي فايك هي قرية بمقاطعة درينته بهولندا. تقع في بلددية دي فولدن، على بعد 7 كم جنوب شرق ميبل. وهي مقر الأثر الوطني 39657 De Weiker Meule.
وكانت دي فايك بلدية منفصلة حتى عام 1998، وأصبحت جزء من بلدية دي فولدن.

## أعلام
- كوري هومان